# 21세기 기술

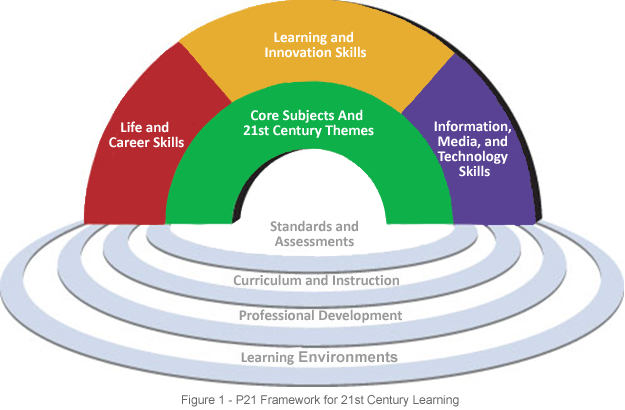
P21 의 21세기 학습 프레임워크

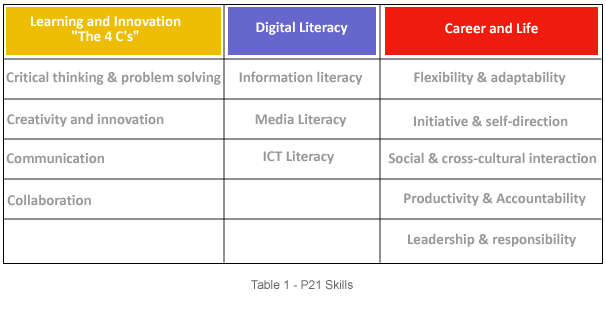
P21 기술들

21세기 기술은 기술, 능력, 그리고 학습 기질로 구성되며 21세기의 사회와 직장에서 성공하기 위해 필요한 것으로 교사, 사업자, 학자, 정부 기관에 의해 인정된 것이다. 이것은 빠르게 변화하는 디지털 사회 에서 학생들이 성공을 위한 준비를 마스터하기 위해 필요한 기술들에 초점을 맞춘 국제적으로 성장하는 운동의 일부이다. 이 기술들의 많은 부분은 더 깊은 학습과도 연관이 있는데, 이것은 분석적 추론, 복잡한 문제 해결 , 팀워크 와 같은 기술을 마스터 하는 것을 기반으로 한다. 이러한 기술은 지식 기반 콘텐츠 위주의 전통적인 학문적 기술들과는 다르다.
20세기 후반과 21세기에 걸쳐 사회는 경제와 기술의 변화 속도를 가속화했다. 이것은 직장의 모습을 바꾸었고, 학생들이 직업적인 준비를 하기 위해 교육 시스템에 요구하는 것들이 여러 면에서 크게 달라졌다.  1980년대부터 정부, 교육자 및 거대 기업들은 변화하는 기업환경과 사회의 요구에 맞게 학생과 근로자를 양성위한 주요 기술에 대해 정의하고 그 실현 전략을 담은 일련의 보고서를 발행했다.

## 같이 보기
- STEM 교육